# Önundarbrenna
Önundarbrenna, även känt som Lönguhlíðarbrenna, var en mordbrand på gården Langahlíð i Hörgárdalur på norra Island. Den inträffade den 7 maj 1197, då Guðmundur dýri Þorvaldsson och Kolbein Tumason brände inne Önundur Þorkelsson efter en längre konflikt. Det berättas om mordbranden i Gudmund den dyres saga som ingår i Sturlungasagan.